# كاتيحار
كاتيحار رمزها «KT» (بالإنجليزية: Katihar)‏ ، هو تقسيم إداري لدولة الهند تتبع ولاية بيهار (بالإنجليزية: Bihar)‏ ، مركزها هو مدينة كاتيحار (بالإنجليزية: Katihar)‏ عدد سكانها حسب تعداد سنة 2001 هو 3,068,149 ، مساحتها 3,056 كم² وكثافة السكان 1004 لكل كم² .